# Josef Aresin-Fatton
Josef Maria Aresin-Fatton (15. srpna 1833 Místek – 5. září 1899 Bartošovice) byl rakouský šlechtic a politik německé národnosti z Moravy, v 2. polovině 19. století poslanec Říšské rady a Moravského zemského sněmu.

## Biografie
Do roku 1866 sloužil v rakouské armádě. Patřily mu statky Šenov s Bartovicemi, Venclovice a Dolní Datyně ve Slezsku a Bartošovice, Dědičné Sedlnice a Petrovice na Moravě.
Počátkem 70. let se zapojil do politiky. V druhých zemských volbách roku 1871 byl zvolen na Moravský zemský sněm za kurii velkostatkářskou, II. sbor. Mandát obhájil v zemských volbách v roce 1878, zemských volbách v roce 1884 i zemských volbách v roce 1890.
Byl i poslancem Říšské rady (celostátního parlamentu), kam usedl v prvních přímých volbách roku 1873 za velkostatkářskou kurii na Moravě. Do parlamentu se vrátil ve volbách roku 1885 a mandát obhájil i ve volbách roku 1891. V roce 1873 se uvádí jako statkář, bytem Prunéřov. V následujícím funkčním období je uváděn jako statkář, bytem Bartošovice.
Zastupoval Stranu ústavověrného velkostatku, která byla provídeňsky a centralisticky orientována. Po volbách roku 1885 patřil na Říšské radě do klubu Sjednocené levice, do kterého se spojilo několik ústavověrných proudů německých liberálů. Po rozpadu Sjednocené levice přešel do frakce Německorakouský klub. V roce 1890 se uvádí jako poslanec obnoveného klubu německých liberálů, nyní oficiálně nazývaného Sjednocená německá levice. Ve volbách roku 1891 byl na Říšskou radu zvolen opět za klub Sjednocené německé levice.
Měl dceru Henriettu (1870–1945), která se roku 1894 provdala za hraběte Levina Orssich de Slavetich (1862–1908).
Zemřel ve věku 67 let na svém zámku v Bartošovicích v září 1899.